# Joel Wright
Pour les articles homonymes, voir Joel et Wright.
Joel Wright, né le 14 janvier 1990 à Brooklyn, New York, est un joueur américano-jamaïcain de basket-ball. Il évolue au poste d'ailier.

## Biographie

### Carrière universitaire
Il passe sa première années universitaire à l'université Duquesne où il joue pour les Dukes entre 2010 et 2011.
Il part ensuite Blinn College (en) où il joue pour les Buccaneers  entre 2011 et 2012.
Puis, il termine son cursus universitaire à l'université Texas State à San Marcos où il joue pour les Bobcats entre 2012 et 2014.

### Carrière professionnelle
Le 26 juin 2014, lors de la draft 2014 de la NBA, automatiquement éligible, il n'est pas sélectionné.
Le 1er novembre 2014, il est sélectionné à la 11e place du 5e tour de la draft 2014 de la NBA D-League par le Stampede de l'Idaho. Le 9 mars 2015, il est transféré chez les 87ers du Delaware.
Le 31 octobre 2015, il est sélectionné à la 6e place du 3e tour de la draft 2015 de la NBA D-League par l'Energy de l'Iowa. Le 19 février 2016, il est transféré chez le Jam de Bakersfield.
En juillet 2016, il participe à la NBA Summer League 2016 de Las Vegas avec l'équipe Select ; en cinq matches (dont cinq titularisations), il a des moyennes de 10,4 points, 5 rebonds, 1 passe décisive et 0,8 interception en 19,1 minutes par match. Le 5 août 2016, il rejoint les Purefoods Star Hotshots (en) aux Philippines. 
Le 9 octobre 2016, il signe en France et signe au Cholet Basket qui évolue en première division en 2016-2017.

## Statistiques

### Universitaires
| Saison    | Équipe      | Matchs | Titul. | Min./m | % Tir | % 3pts | % LF | Rbds/m. | Pass/m. | Int/m. | Ctr/m. | Pts/m. |
| --------- | ----------- | ------ | ------ | ------ | ----- | ------ | ---- | ------- | ------- | ------ | ------ | ------ |
| 2010-2011 | Duquesne    | 29     | 0      | 10,5   | 44,4  | 0,0    | 60,3 | 2,55    | 0,41    | 0,31   | 0,34   | 3,79   |
| 2011-2012 | Blinn (en)  |        |        |        |       |        |      |         |         |        |        |        |
| 2012-2013 | Texas State | 34     | 22     | 26,8   | 45,9  | 32,1   | 77,0 | 6,85    | 1,68    | 1,29   | 0,59   | 17,82  |
| 2013-2014 | Texas State | 29     | 25     | 27,1   | 42,9  | 26,3   | 74,7 | 6,17    | 1,55    | 1,07   | 0,72   | 14,72  |
| Total     |             | 92     | 47     | 21,8   | 44,5  | 27,8   | 74,1 | 5,28    | 1,24    | 0,91   | 0,55   | 12,42  |

### Professionnelles

#### En D-League
| Saison    | Équipe      | Matchs | Titul. | Min./m | % Tir | % 3pts | % LF | Rbds/m. | Pass/m. | Int/m. | Ctr/m. | Pts/m. |
| --------- | ----------- | ------ | ------ | ------ | ----- | ------ | ---- | ------- | ------- | ------ | ------ | ------ |
| 2014–2015 | Idaho       | 37     | 17     | 29,4   | 53,6  | 12,5   | 72,1 | 6,95    | 2,00    | 1,22   | 0,86   | 16,62  |
| 2014–2015 | Delaware    | 11     | 0      | 16,9   | 34,8  | 22,2   | 71,1 | 3,09    | 1,18    | 0,55   | 0,09   | 7,45   |
| 2015–2016 | Iowa        | 30     | 19     | 30,0   | 41,5  | 17,2   | 81,6 | 6,57    | 2,00    | 1,27   | 0,63   | 15,70  |
| 2015–2016 | Bakersfield | 7      | 0      | 16,4   | 33,3  | 16,7   | 82,1 | 4,86    | 1,57    | 0,86   | 0,14   | 7,71   |
| Total     |             | 85     | 36     | 26,9   | 46,3  | 17,3   | 76,4 | 6,14    | 1,86    | 1,12   | 0,62   | 14,38  |

#### En Asie
| Saison    | Équipe                             | Matchs | Titul. | Min./m | % Tir | % 3pts | % LF | Rbds/m. | Pass/m. | Int/m. | Ctr/m. | Pts/m. |
| --------- | ---------------------------------- | ------ | ------ | ------ | ----- | ------ | ---- | ------- | ------- | ------ | ------ | ------ |
| 2015-2016 | Purefoods Star Hotshots (en) (PBA) | 7      | 7      | 37,6   | 51,4  | 25,0   | 66,2 | 14,57   | 2,71    | 1,86   | 1,43   | 28,43  |

## Palmarès
- WAC All-Conference Second Team (2013)
- WAC All-Tournament Team (2013)
- WAC All-Newcomer Team (2013)